# Aljassa
Aljassa es un género de arañas araneomorfas de la familia Anyphaenidae. Se encuentra en Sudamérica.

## Especies
Según The World Spider Catalog 12.0:
- Aljassa annulipes (Caporiacco, 1955)
- Aljassa notata (Keyserling, 1881)
- Aljassa poicila (Chamberlin, 1916)
- Aljassa subpallida (L. Koch, 1866)
- Aljassa venezuelica (Caporiacco, 1955)